# Phil Lesh
Philip Chapman Lesh, dit Phil Lesh, né le 15 mars 1940 à Berkeley en Californie et mort le 25 octobre 2024, est un bassiste américain, membre fondateur du groupe de Rock Grateful Dead. Il a joué dans ce groupe tout au long de ses trente ans d'existence.

## Biographie
Phil Lesh commence par apprendre le violon. Au lycée, il passe à la trompette et joue dans l'orchestre « San Mateo College Jazz Band  ». Il présente  un intérêt particulier pour la musique classique d'avant-garde, telle celle d'Edgard Varèse, et le free jazz. Il étudie la musique avec l'italien Luciano Berio au Mills College avec comme compagnon de classe le compositeur Steve Reich, et le futur clavier des Grateful Dead Tom Constanten avec lequel, il commence à jouer
A l'université il rencontre Jerry Garcia et ils se prennent d’amitié.

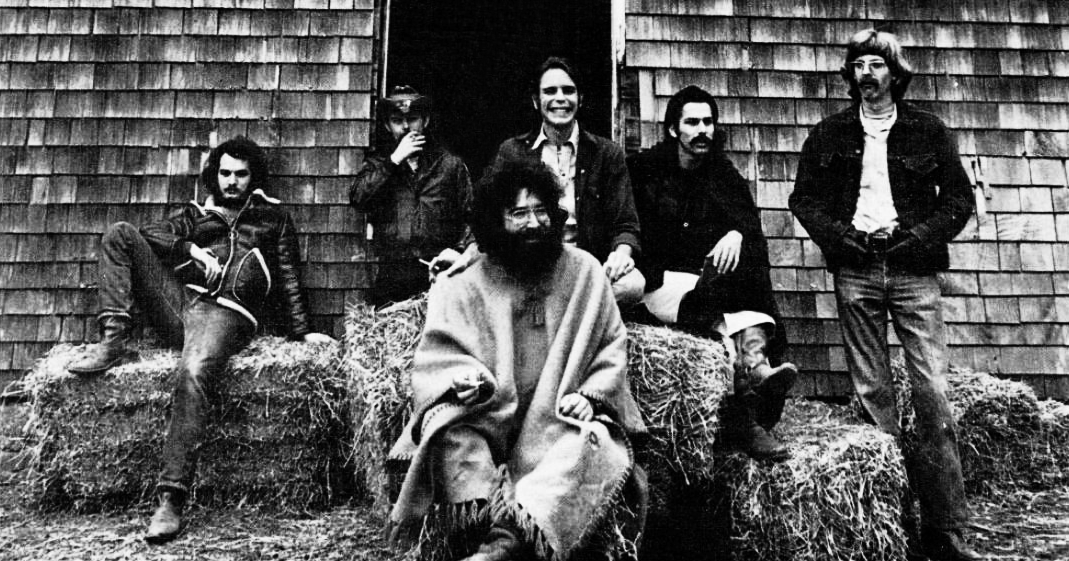
Grateful Dead avec Phil Lesh (à droite) en 1970.

Lors du concert au Frenchy's à Fremont en juillet 1965, Phil Lesh joue avec le groupe The Warlocks de  Jerry Garcia pour la première fois. Il envisage de devenir le bassiste du groupe de rock de Jerry Garcia, The Warlocks. Phil Lesh note qu'un autre groupe porte déjà le nom de The Warlocks. Il suggère aux autres membres du groupe de changer de nom, ce qu’ils font en Grateful Dead.
Jerry Garcia a déclaré : « Il avait reçu la meilleure éducation musicale, celle d'un étudiant en musique ».
Phil Lesh n'avait jamais joué de basse avant de joindre le groupe, ce qui signifie qu’il a appris « sur le tas », mais il avait appris le violon dans son enfance. Il n'avait aucun a priori sur le rôle de la section rythmique dans un groupe de rock. Son modèle a été influencé plus par le contrepoint de Bach que les bassistes de musiciens de rock et soul, bien qu'on puisse retrouver la fluidité et la puissance d'un bassiste de jazz tel que Charles Mingus ou Jimmy Garrison dans le travail de Phil Lesh.
Phil Lesh, comme Paul McCartney, Jack Bruce, John Entwistle et Jack Casady, était un innovateur dans la place que la basse devait prendre au milieu des années 1960. Ils ont permis à cet instrument de jouer plus fort, avec un timbre dominant. Lesh réalise ses propres improvisations pendant les chansons. Dans les improvisations du Grateful Dead, la basse de Lesh est aussi importante que la guitare de Jerry Garcia. La place importante donnée à la basse est un caractéristiques du San Francisco Sound.
Phil Lesh n'était pas un compositeur ou un chanteur prolifique avec les Grateful Dead, bien qu’il ait contribué à plusieurs chansons : New Potato Caboose, Box of Rain, Unbroken Chain et Pride of Cucamonga, mais son intérêt pour la musique d'avant-garde a eu une influence importante sur le Grateful Dead. 
Comme beaucoup de membres du Grateful Dead, Phil Lesh a mené une carrière en dehors du groupe en jouant avec différents groupes et musiciens comme David Crosby, John Cipollina, Yogi Phlegm, David Bromberg, Ned Lagin, Jerry García Band, Jorma Kaukonen...
Après la dissolution de Grateful Dead, Phil Lesh a continué à jouer dans les avatars du Dead (The Other Ones et The Dead) et a formé son propre groupe Phil Lesh and Friends.
Phil Lesh et son épouse Jill administrent leur organisation charitable : Unbroken Chain Foundation. 
En 1998, Phil Lesh a subi une greffe de foie en raison d'une infection chronique par l'hépatite C ; depuis lors, il est devenu propagandiste du don d'organe.
En avril 2005, Phil Lesh a sorti le livre Searching for the Sound: My Life with the Grateful Dead, seul livre concernant les Grateful Dead écrit par un membre du groupe.
Le 26 octobre 2006, Phil Lesh a annoncé sur son site Web officiel qu'on lui avait diagnostiqué un cancer de la prostate et qu'il devait bénéficier d'une intervention chirurgicale en décembre 2006. Le 7 décembre 2006, il a déclaré que l'intervention avait été une réussite. En 2015, il n'a pas souhaité être membre de Dead & Company.